# EASAC

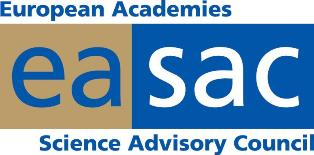
Logo EASAC

De European Academies Science Advisory Council EASAC bestaat uit de verschillende Nationale Academiën van Wetenschappen van de EU-lidstaten. De EASAC zorgt voor een samenwerking tussen deze Academiën met als doel de Europese beleidsmakers op een wetenschappelijke manier te adviseren. De EASAC biedt zo de mogelijkheid aan de Europese wetenschappers om collectief te worden gehoord.
De verschillende Academiën van Europa hebben de EASAC opgericht, zodat ze samen hun doel kunnen bereiken, namelijk het opbouwen van de wetenschap op politiek vlak op EU-niveau. Door middel van de EASAC werken de Academiën samen om onafhankelijk, deskundig en op bewijs gebaseerd advies over de wetenschappelijke aspecten van de openbare orde te verstrekken aan mensen die te maken hebben met of beïnvloeden van het beleid binnen de Europese instellingen.
Op deze manier vervult de EASAC de visie van de Academiën, dat wetenschap centraal staat in vele aspecten van het moderne leven en dat de erkenning van de wetenschappelijke dimensie een voorwaarde is voor doordachte politieke beslissingen. Deze visie ligt reeds ten grondslag aan de werkzaamheden van tal van nationale Academiën. Gezien de toenemende rol van de Europese Unie in de politieke arena, erkennen de Nationale Academiën dat de reikwijdte van hun adviserende werkzaamheden verder moet gaan dan de nationale grenzen, maar dat ook het Europees niveau niet uit het oog mag verloren worden.
De opvattingen van de EASAC hangen af van de commerciële of politieke keuzes en zijn open en transparant in hun processen. De EASAC streeft naar advies dat begrijpelijk, relevant en actueel is. Centraal in het succes van de EASAC staat het nauwe contact met de beleidsvormende organen van de EU: het Parlement, de Raad en de Commissie en de bekendheid met actuele beleidsontwikkelingen, evenals ervaring in de wetenschap.
De activiteiten van de EASAC bevatten onder meer de inhoudelijke studie van de wetenschappelijke aspecten van politieke kwesties, recensies en advies over beleidsnota's, workshops gericht op het identificeren van het huidig wetenschappelijk denken over belangrijke beleidskwesties of het op de hoogte brengen van beleidsmakers en korte, actuele uitspraken over actuele onderwerpen.

## Dagelijks bestuur
De Raad
De Raad, Engels: The Council, is het bestuursorgaan van de EASAC. Een vertegenwoordiger van elk academie zit in hun persoonlijke hoedanigheid in de Raad. De Raad bepaalt het bestuur van de EASAC, keurt de start van een nieuw project goed, benoemt de leden van de projectgroepen, bekijkt en keurt rapporten voor dat deze worden gepubliceerd.
De Raad heeft 27 individuele leden, allemaal zeer ervaren wetenschappers, die zijn genomineerd door de nationale academiën van wetenschappen van elke EU-lidstaat, de Academia Europaea en ALLEA. De nationale academiën van wetenschappen van Noorwegen en Zwitserland zijn ook vertegenwoordigd. De Raad wordt ondersteund door een professioneel secretariaat gevestigd in de Duitse Academie van Wetenschappen Leopoldina.
Steering Panels
De rol van deze groep is om de EASAC over potentiële projecten te adviseren en te helpen met het opbouwen van contacten met de belangrijkste bestuurders binnen de EU. Elke groep wordt ondersteund door ervaren medewerkers. De rol van de ‘panels’ is om kansen te identificeren en te creëren. Wanneer een project is ontwikkeld en goedgekeurd door de Raad van EASAC, wordt er een specifieke werkgroep aangesteld om het project uit te voeren. De werkgroepen worden opgeheven wanneer het project is voltooid.
Het Bureau
Het bureau, Engels: The Bureau, met de voorzitter en de vicevoorzitters is verantwoordelijk voor het nemen van operationele beslissingen tussen de zesmaandelijkse vergaderingen van de Raad.

## Financiering
De EASAC wordt gefinancierd door de bijdragen van de aangesloten academiën. Alle academiën die lid zijn van EASAC betalen een jaarlijkse bijdrage die de werking van de Steering Panels, de werkgroepen en het secretariaat van de EASAC ondersteunt. De EASAC ontvangt ook projectspecifieke financiering van IAP, het wereldwijde netwerk van academiën van wetenschappen.